# Gordo (Alabama)
Gordo és una població dels Estats Units a l'estat d'Alabama. Segons el cens del 2000 tenia 1.677 habitants.

## Demografia
Segons el cens del 2000, Gordo tenia 1.677 habitants, 728 habitatges, i 474 famílies. La densitat de població era de 203,6 habitants/km².
Dels 728 habitatges en un 27,9% hi vivien nens de menys de 18 anys, en un 45,3% hi vivien parelles casades, en un 17,6% dones solteres, i en un 34,8% no eren unitats familiars. En el 33% dels habitatges hi vivien persones soles el 17,7% de les quals corresponia a persones de 65 anys o més que vivien soles. El nombre mitjà de persones vivint en cada habitatge era de 2,3 i el nombre mitjà de persones que vivien en cada família era de 2,92.
Per edats la població es repartia de la següent manera: un 24,2% tenia menys de 18 anys, un 8,8% entre 18 i 24, un 24,3% entre 25 i 44, un 23,9% de 45 a 60 i un 18,8% 65 anys o més.
L'edat mediana era de 41 anys. Per cada 100 dones hi havia 82,5 homes. Per cada 100 dones de 18 o més anys hi havia 77 homes.
La renda mediana per habitatge era de 23.813 $ i la renda mediana per família de 35.714 $. Els homes tenien una renda mediana de 27.500 $ mentre que les dones 21.029 $. La renda per capita de la població era de 13.937 $. Aproximadament el 17,5% de les famílies i el 23,1% de la població estaven per davall del llindar de pobresa.

## Poblacions més properes
El següent diagrama mostra les poblacions més properes.